# 風眼抄
『風眼抄』（ふうがんしょう）は、日本の小説家、山田風太郎が、1979年（昭和54年）に発表した 随筆集の名称である。

## 作品の概要
山田風太郎が1963年（昭和38年）から、1979年（昭和54年）まで、文芸誌、新聞、文学全集の月報などに発表した随筆から編纂されたものである。内容は三部構成となっており、第一部は自らの生い立ちと知友との思い出、第二部は作品の生まれた背景や自らの歴史観について、第三部は文学論が中心となっており、自身の作品におけるルーツのひとつである推理小説に関しても頁が割かれている。また、所々に自身の趣味や日常生活についても話題が引かれており、全体的に筆致はやわらかくユーモアに富んだものとなっている。

## 出版状況
『風眼抄』の単行本は1979年（昭和54年）、六興出版より新書判で出版された。装訂は田村義也が担当。山田は出版にあたり、作品選択を出版社に一任し、六興出版編集部にて48篇が選ばれた。山田は本書のあとがきで、「もし長期入院などの事態が起こったら、高名の作家の随筆に加えて、自分のこの平凡な随筆を持ってゆくことになるかも知れない」と述べており、自分が編集に関与していないにもかかわらず、その出来ばえに満足していたと思われる。『風眼抄』は、下記の文庫判で出版され、山田の代表的な随筆集となった。

## 収録作品タイトル
タイトルの表記は中央公論新社版に拠る。

### 第一部
1. わが家は幻の中
2. 旧友
3. 私のペンネーム
4. 私の処女作
5. わが町・わが本
6. 昭和六年の話
7. 暗い空の文字
8. ある古本屋
9. 自分用の年表
10. 「警視庁草紙」について
11. 伝奇小説の曲芸
12. 酒中日記　旧師との再会

### 第二部
1. 飲めば寝るゾ
2. 明治人
3. 私のケチな部分
4. 坐る権利
5. 廃県置藩説
6. くせの話
7. 人間ラスト・シーン
8. 同名異人
9. 蟹と大根
10. 昔のものはほんとうにうまかったか
11. 招かない訪問者
12. 麻雀血涙帖
13. 春愁糞尿譚
14. 花のいのち
15. 日本駄作全集のすすめ
16. 風山房風呂焚き唄
17. 今は昔物語

### 第三部
1. なつかしの乱歩＝その臨床的人間解剖
2. 十五年前
3. 乱歩妖説
4. 追想三景
5. 熱狂させる本格[1]
6. 大江戸ッ子
7. 大下先生
8. 幻物語
9. 変な初対面
10. 絶品「味覚極楽」
11. 愛すべき悪漢「丹下左膳」
12. 大魔力
13. 吉川文学雑感
14. あげあしとり
15. 漱石と「放心家組合」
16. 漱石のサスペンス
17. 律という女
18. 啄木記念館にて
19. 戦中の「断腸亭日乗」

## 出版形式
- 1979年（昭和54年）　六興出版（単行本）　絶版
- 1990年（平成2年）　中央公論社（中公文庫）
- 2010年（平成22年11月）　角川文庫（山田風太郎ベストコレクション）、解説日下三蔵